# Kontich
Kontich este o comună din regiunea Flandra din Belgia. Comuna este formată din localitățile Kontich și Waarloos. Suprafața totală a comunei este de 23,67 km². La 1 ianuarie 2008 comuna avea 20.290 locuitori.
Kontich se învecinează cu comunele Edegem, Hove, Aartselaar, Lint, Rumst și Duffel.
1. ↑  Totale oppervlakte volgens het Kadasterregister, België, gewesten en provincies (în neerlandeză), Algemene Directie Statistiek[*]